# 斯普林蘭奇鎮區 (內布拉斯加州克萊縣)
斯普林蘭奇鎮區（英語：Spring Ranch Township）是位於美國內布拉斯加州克萊縣的一個行政鎮區。

## 地方資料
斯普林蘭奇鎮區的面積為92.28平方千米，皆為陸地。根據2020年美國人口普查的數據，當地共有人口150人，而人口密度為每平方千米1.63人。